# 南谷洞水库
南谷洞水库是中国河南省安阳市林州市境内的一座水库，位于露水河上，建于1960年。水库正常库容为5320万立方米，集雨面积为270平方千米，海拔为532.4米。